# Мамоновский театр
Мамо́новский театр — антреприза драматурга Сергея Мамонтова(сына Саввы Мамонтова), основанная в 1911 году в специально перестроенном под театральные нужды доме Шаблыкиных, в котором размещалось реальное училище, на Мамоновском переулке.
Мамонтовский театр миниатюр был создан союзом единомышленников, любителями театра: актрисой М. А. Арцыбушевой, (дочерью знаменитого опереточного актера и драматурга в жанре комедии А. 3. Бураковского), художником Ю. К. Арцыбушевым, при участии В. С. Алексеева (брата К. С. Станиславского) и художников — оформителей Е. Е. Лансере и В. Д. Замирайло.
Творческий союз принялся за создание театра. В направлении малых форм искусства ставились небольшие одноактные пьесы и театральные постановки духе «милой старины»
Актёр и режиссёр Александринки Ю. Э. Озаровский:
«Театр миниатюр — что может быть современнее в наши дни, когда эскиз предпочитают картине, фортепьянную пьеску симфонии, очерк роману — словом, когда во всем не только в искусстве, но и в общественной жизни — выдвигается вперед все маленькое … В исполнении и постановке театр достигает стильности».
В Мамоновском театре начинал молодой Александр Вертинский, он исполнял роль Арлекина в пантомиме «Свидание» и Доброго молодца в одноактной опере В. Пергамента «Княжна Азвякова», а затем выступал в рассказами и пародиями. Правда дебютом для Вертинского стало «Танго», про которое в печати появилось всего одна срока: «Остроумный и жеманный Александр Вертинский». История донесла рассказы, как Вертинский начал свою карьеру «за бесплатные борщ и котлеты», когда он, скопив 25 рублей, отправился в Москву, и на бродившего по Мамоновскому переулку юношу обратила внимание хозяйка театра Мария Александровна Арцыбушева и вскользь заметила:
— Что вы шляетесь без дела, молодой человек? Шли бы лучше в актеры!

— Но я же ничего не умею!

— Не умеете, так научитесь! — сказала она.

— Но сколько я буду получать за это?

— Получать? Вы что? В своем уме? Ни о каком жаловании не может быть и речи. Но в три часа мы садимся обедать, борщ и котлеты всегда найдутся. Вы можете обедать с нами
— пишет Вертинский в своих воспоминаниях
В Мамонтовском театре миниатюр Касьян Ярославич Голейзовский поставил балетные спектакли: «Мотыльки», на музыку А.Скрябина, «Вакханалия» А.Глазунова, «Белое и чёрное» Ф.Шопена, «Les Tableaux vivants» Ж.Гортрана, «Терана» К.Дебюсси
На самом первом этапе зарождения театра произошёл разрыв между Сергеем Мамонтовым и актрисой М. А. Арцыбушевой, которая и осталась в руководстве труппой. Сергей Мамонтов опубликовал открытое письмо в прессе с подписью «Другие газеты прошу перепечатать» — Сергей Саввич Мамонтов, в нём значилось следующее:
«Принципиально расходясь во взглядах на художественные задачи „театра миниатюр“ с компаньонкой моей по этому делу М. А. Арцыбушевой, я с 28 сентября устраняюсь от какого-либо участия в названном предприятии»
Художественные задачи театра миниатюр, равно как и интимного театра того времени, относились к формам камерного театра и заключались в творческом поиске в рамках театрально-коммерческой инициативы, породившей стиль развлекательного ночного кабаре «клубного типа». Театр должен был конкурировать со множеством других и стоять на коммерческой основе.
Программы антрепризы строились как собрание одноактных драм, опер, оперетт и дивертисментного отделения, таким образом, чтобы продолжительность их была не более полутора часов. Практиковалась система сеансов: За один вечер шли три представления: в семь, в восемь тридцать и в десять часов вечера:
«Начинаясь с 7 часов вечера, спектакли будут повторяться ежевечерне три-четыре раза, уподобляясь, таким образом, кинематографу».
С сезона, начавшегося 1 октября 1913 года, Мамоновский театр покинули художники Е. Лансере и В. Замирайло, а общество стало именоваться: «Театр одноактных пьес», в котором, кроме драматического, развивалось и танцевальное направление, стилизованное балетмейстером Н. Домашевым действо из
хореографических миниатюр: «Вальс» Шопена (подражание М. Фокину), «Вакханалия», танцевальные картинки «Паук и муха», «Танец зонтиков», а также этнографические: «Тирольский», «черногорский» и «тарантелла».
Примечательно, что модному в те годы танго, по словам современных критиков «являющим собой ритмику современной сексуальности». в «театре одноактных пьес» уделялось особое внимание различным его направлениям: «салонному танго», «танго Эль-Квезо», «танго лагауччо» и «танго аргентинских гаучо» в исполнении Тамары Карсавиной и Вацлава Нижинского.
«Мамоновский театр» просуществовал четыре года, и был закрыт в 1915 году.
По словам хроники «Рампы и жизни» обиженный С. С. Мамонтов весной 1914 года «подал иск мировому», желая получить с актрисы М. А. Арцыбушевой около 15 000 рублей, которые он внёс при создании театра в 1911 году.

## Репертуар театра
- Премьеры сезона 1911/1912

«Свадьба при фонарях» и «Шесть девиц на выданье» Ж. Оффенбаха
«Богатая фермерша» Р.Планкета
«Четыре кавалера» на музыку серенады А. П. Бородина
«Веселая кантата» И. С. Баха
«Булочная, или Петербургский немец» — водевиль П. А. Каратыгина
«Беда от сердца, горе от ума», «Ревнивый муж, или Храбрый любовник», «Дядюшка о трех ногах» и «Пишо и Мишо» водевиль Ф. А. Кони
- Сезон 1912/1913

«Аптекарь» Й.Гайдна
«Возвращение» — одноактная опера Ф.Мендельсона
- Сезон 1913/1914 («Театр одноактных пьес»)

«Пикник в Токсове» П.Каратыгина
«Свидание» — пантомима, Александр Вертинский, Арлекин
«Княжна Азвякова», одноактная опера В. Пергамента , А. Вертинский — Добрый молодец
Пародия «Сад пыток, или Украденный теленок», музыка В. Н. Гартевельда
«Вальс» Шопена, «Вакханалия», «Паук и муха», «Танец зонтиков», «Тирольский», «черногорский» и «тарантелла» — Н. Домашев
- Сезон 1914/1915

«Обман за обманом» А. С. Грибоедова
«Сказка о премудром Ахромее и прекрасной Евпраксии»
«Мотыльки», на музыку А.Скрябина, «Белое и чёрное» Ф.Шопена, «Les Tableaux vivants» Ж.Гортрана, «Голландский танец» — К. Я. Голейзовский
«Фарфоровые куранты» на музыку В. Г. Пергамента и другие постановки со словами Чуж-Чуженина
Танго, с участием Т. Карсавиной и В. Нижинского